# Grand Crêt d'Eau
O Grand Crêt d'Eau, literalmente "grande cresta de água", mas também conhecido pelo seu cimo mais alto, o crêt de la Goutte,  é na realidade uma sucessão de pequenos cume da cordilheira do Jura dos quais o mais elevado culmina a 1 621m. Localizado no departamento francês de l'Ain, encontra-se na comuna de Bellegarde-sur-Valserine.

## Geografia
Geográficamente o Grand Crêt d'Eau corresponde á parte final Sul do anticlinal dos Monts Jura cuja parte inicial Norte se encontra no passo da Givrine no cantão de Vaud, na Suiça.

## Topografia
O Grand Crêt d'Eau é formado por vários cimos tais que:
- crêt de la Goutte (1 621 m)
- crêt du Milieu (1 597 m)
- crêt du Miroir (1 584 m)
- crêt de l'Éguillon (1 546 m)
- crêt des Frasses (1 536 m).

O acesso a partir do colo é feito a pé ou pelo teleférico que serve a estação de esqui. 

## Panorama
A vista panorâmica a 360º abrange o lago Lemano, o lago do Bourget e o lago de Annecy, bem como o maciço do Monte Branco e a Cordilheira des Aravis.